# Чхакар

Чхакар

Чхакар (санскр. छकार) — чха, 20-я буква деванагари, придыхательная глухая постальвеолярная аффриката [tʃh]. Акшара-санкхья — 7 (семь). Относится к группе согласных Чаварга в ведической астрологии.

Чха нагари
Чха ранджана

Существует предположение, что буква развилась из буквы Брахми .

## Нумерация Арьябхата
- छ (чха) - 7
- छि (чхи) - 700
- छु (чху) - 70000